# Amfoter
În chimie, un compus chimic amfoter este o moleculă sau un ion care reacționează atât cu acizii, cât și cu bazele. Multe metale (precum cupru, zinc, staniu, plumb, aluminiu și beriliu) formează oxizi sau hidroxizi amfoteri, precum oxidul de aluminiu Al2O3 sau hidroxidul de zinc Zn(OH)2.

## Molecule amfotere
Conform teoriei acido-bazice Brønsted-Lowry, substanțele amfotere sunt atât donatori, cât și acceptori de protoni. O moleculă amfoteră poate ori dona ori accepta un proton, manifestându-și astfel caracterul de acid sau de bază. Exemple de molecule amfotere sunt apa și aminoacizii.

## Oxizi amfoteri
Oxizii amfoteri sunt cei ai: Zn, Pb, Al, Sn, Ga, In, Ti, etc.
Oxidul de zinc (ZnO) reacționează cu acizii (se obține sulfat de zinc) și cu bazele (se obține tetrahidroxozincat (II) de sodiu):
- Mediu acid: ZnO + H2SO4 → ZnSO4 + H2O
- Mediu bazic: ZnO + 2 NaOH + H2O → Na2[Zn(OH)4]

Acest comportament chimic al oxidului de zinc este folositor pentru separarea diferiților cationi, precum zinc (II) de mangan (II), care nu reacționează cu bazele.

## Hidroxizi amfoteri
Sunt hidroxizi care manifestă proprietăți duale. Aceste elemente interacționează atît cu oxizii cît și cu hidroxizii.